# アヴァイFC
アヴァイFC (ポルトガル語: Avaí Futebol Clube) は、ブラジル・サンタカタリーナ州フロリアノーポリスを本拠地とするサッカークラブである。
チームの愛称・マスコットはライオン（Leão）である。

## 歴史
長らく低迷していたが、1998年にカンピオナート・ブラジレイロ・セリエC優勝を果たし、セリエBに昇格。2001年と2004年にはセリエA昇格争いに絡むものの果たせず、2008年に念願のセリエA昇格を果たした（1979年の降格以来29年ぶり）。久々のセリエAとなった2009年シーズンは20チーム中6位と健闘し、残留を果たす。2011年シーズンは最下位に沈み、セリエBへ降格した。
また、女子サッカーチームはアヴァイ単独ではなくサンタカタリーナ州カサドルで運営されていたSEキンデルマン（Sociedade Esportiva Kindermann）が母体。2015年に発足し、2019年にアヴァイFCと提携。以後は『アヴァイ・キンデルマン』（Avaí/Kindermann）とセットで呼ばれている。

## タイトル

### 国内タイトル
- カンピオナート・ブラジレイロ・セリエC : 1回
  - 1998
- カンピオナート・カタリネンセ : 17回
  - 1924, 1926, 1927, 1928, 1930, 1942, 1943, 1944, 1945, 1973, 1975, 1988, 1997, 2009, 2010, 2012, 2019

### 国際タイトル
なし

## 過去の成績
| セリエA優勝 | セリエA準優勝 | 上位リーグ昇格 | 下位リーグ降格 |
| シーズン | リーグ  | 順位 | 勝点 | 試合数 | 勝 | 分 | 敗 | 得点 | 失点 |
| -------- | ------- | ---- | ---- | ------ | -- | -- | -- | ---- | ---- |
| 2007     | セリエB | 15位 | 51   | 38     | 13 | 12 | 13 | 52   | 55   |
| 2008     | セリエB | 3位  | 67   | 38     | 18 | 13 | 7  | 71   | 40   |
| 2009     | セリエA | 6位  | 57   | 38     | 15 | 12 | 11 | 61   | 52   |
| 2010     | セリエA | 15位 | 43   | 38     | 11 | 10 | 17 | 49   | 58   |
| 2011     | セリエA | 20位 | 31   | 38     | 7  | 10 | 21 | 45   | 75   |
| 2012     | セリエB | 7位  | 59   | 38     | 18 | 5  | 15 | 44   | 42   |
| 2013     | セリエB | 10位 | 56   | 38     | 16 | 8  | 14 | 49   | 46   |
| 2014     | セリエB | 4位  | 62   | 38     | 18 | 8  | 12 | 47   | 40   |
| 2015     | セリエA | 17位 | 42   | 38     | 11 | 9  | 18 | 38   | 60   |
| 2016     | セリエB | 2位  | 66   | 38     | 19 | 9  | 10 | 45   | 34   |
| 2017     | セリエA |      |      |        |    |    |    |      |      |

## 歴代監督
- アジウソン 2002-2003
- シーラス 2008-2009, 2011, 2016
- シャムスカ 2010-2010.7
- ガーロ 2011

- トニーニョ 2011
- アルジェウ 2012
- リカルジーニョ 2013

## 歴代所属選手

### GK
- ホルヘ・フォサッティ 1988-1989

### DF
- エウチーニョ 2009, 2010
- レオ・サン 2010
- ジェシ 2015

- ホーシャ 2015
- レナート・シルバ 2016

### MF
- バチスタ 1988-1990
- ピンゴ 2009
- フェルジナンド 2007-2010
- サヴィオ 2010

- チンガ 2014, 2015
- エドゥアルド・コスタ 2013-2015
- エドゥアルド・ネット 2014-2016

### FW
- ロベルト・セザー 2009-2010
- アンデルソン・ロペス 2013
- 東城利哉 2014-2018